# IC 2293
IC 2293 — галактика типу Sab (компактна витягнута галактика) у сузір'ї Рак.
Цей об'єкт міститься в оригінальній редакції індексного каталогу.